# Courfaivre
Courfaivre (toponimo francese) è una frazione di 1 600 abitanti del comune svizzero di Haute-Sorne, nel Canton Giura (distretto di Delémont).

## Storia

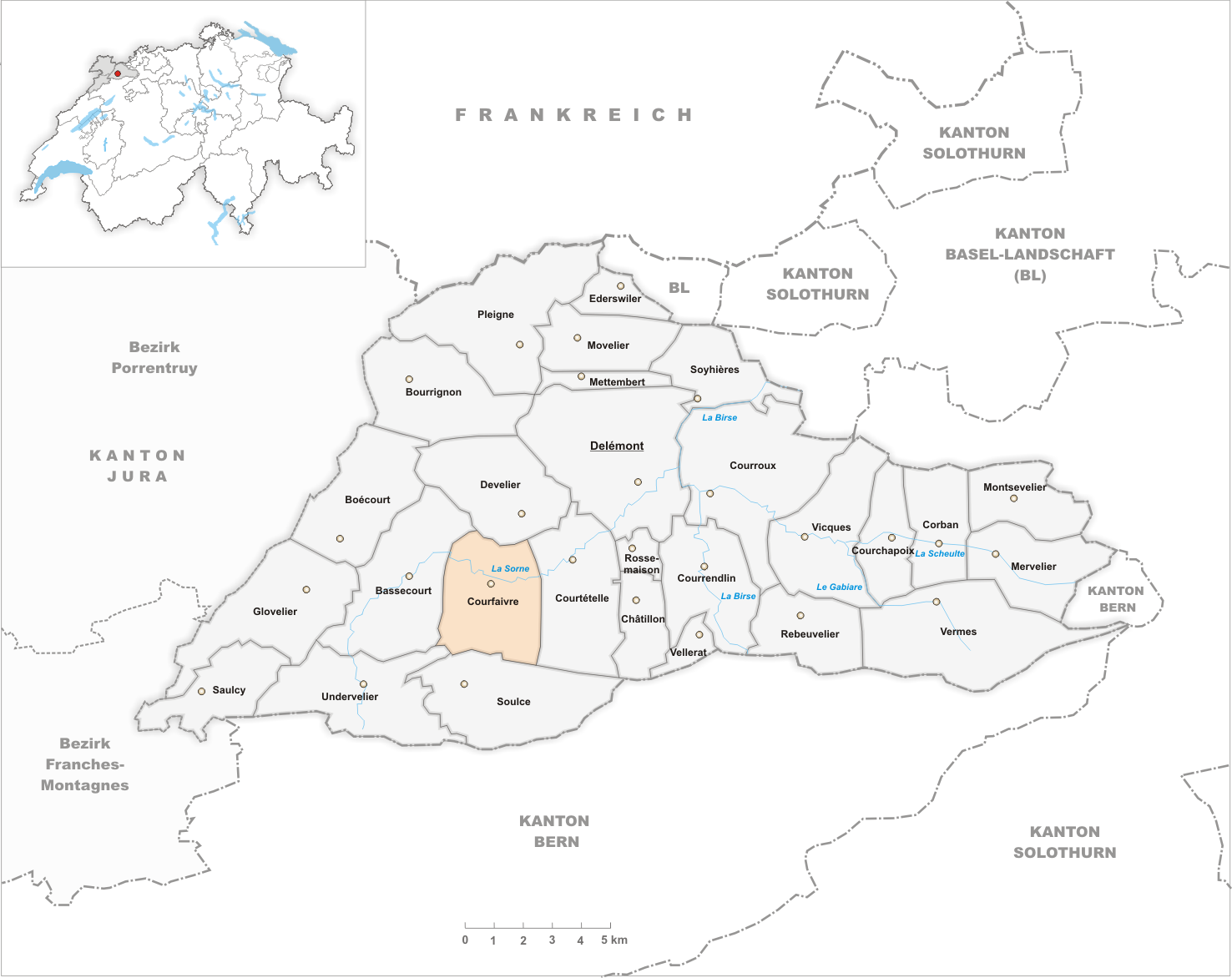
Il territorio del comune di Courfaivre prima degli accorpamenti comunali del 2013

Già comune autonomo che si estendeva per 12,40 km², il 1º gennaio 2013 è stato accorpato agli altri comuni soppressi di Bassecourt, Glovelier, Soulce e Undervelier per formare il nuovo comune di Haute-Sorne.

## Monumenti e luoghi d'interesse

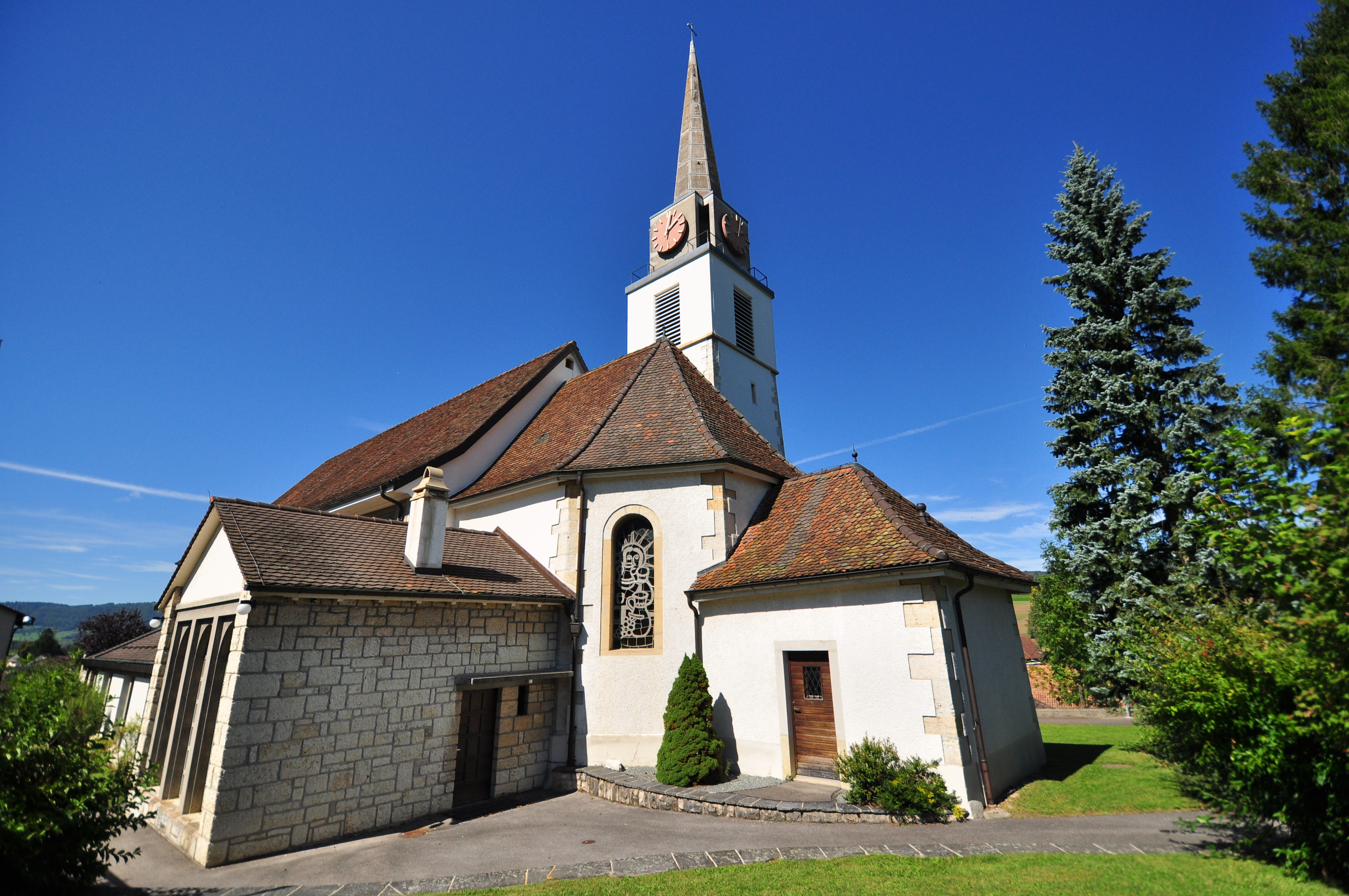
La chiesa di San Germano di Auxerre

- Chiesa cattolica di San Germano di Auxerre, ricostruita nel 1701-1702[1].

## Società

### Evoluzione demografica
L'evoluzione demografica è riportata nella seguente tabella:
Abitanti censiti

## Infrastrutture e trasporti

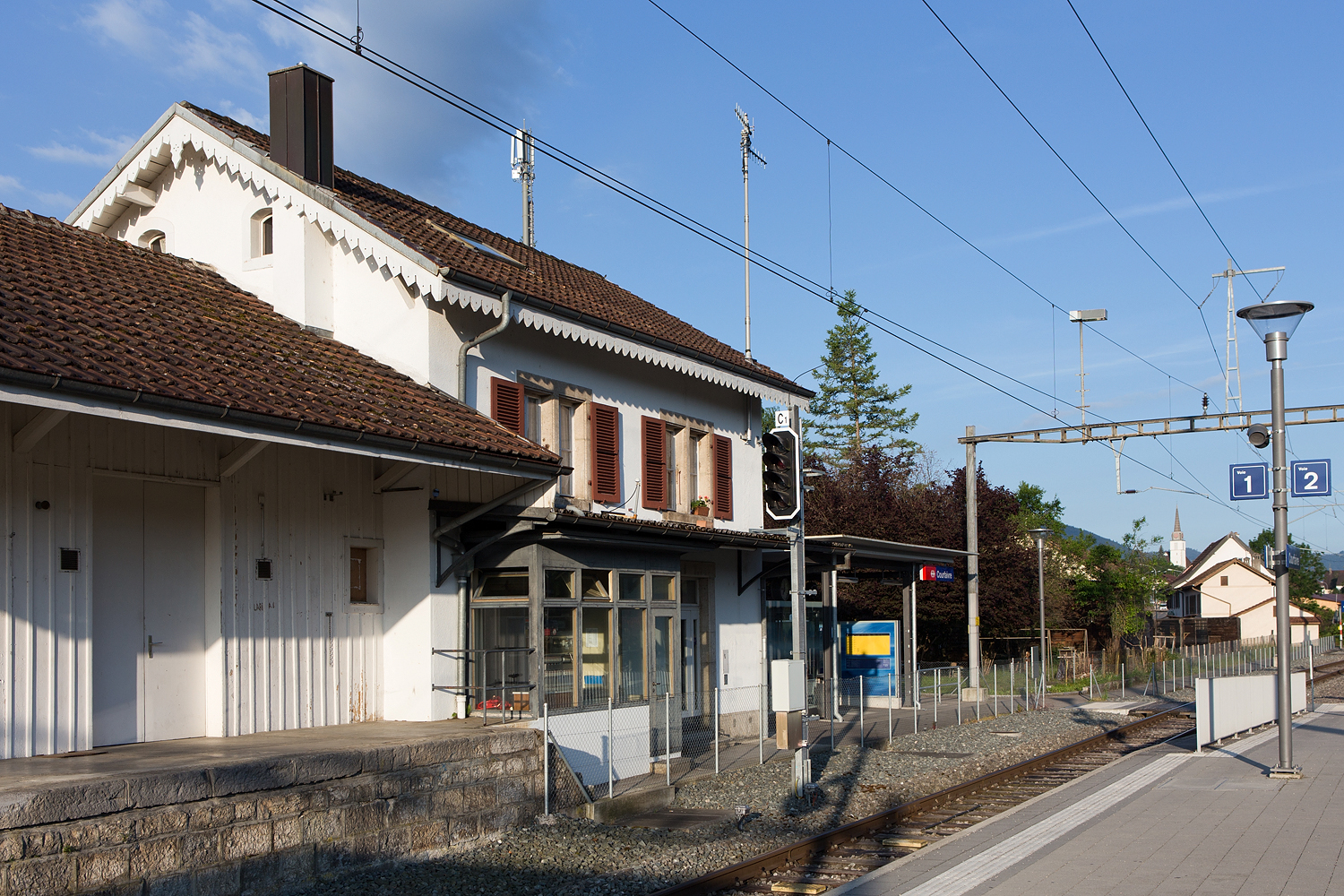
La stazione di Courfaivre

Courfaivre è servito dall'omonima stazione sulla ferrovia Delémont-Porrentruy.

## Amministrazione
Dal 1853 comune politico e comune patriziale erano uniti nella forma del commune mixte.